# Karhu-Kissat
Karhu-Kissat (deutsch: Katzenbären) ist ein finnischer Eishockeyverein aus Helsinki, der 1938 gegründet wurde. Er ist damit der zweitälteste reine Eishockeyclub Finnlands. Ihre Heimspiele absolvieren die Mannschaften von Karhu-Kissat unter anderem in der Eishallen von Pirkkola, Oulunkylä, Konala, Malmi und den Stadin hallit.

## Geschichte

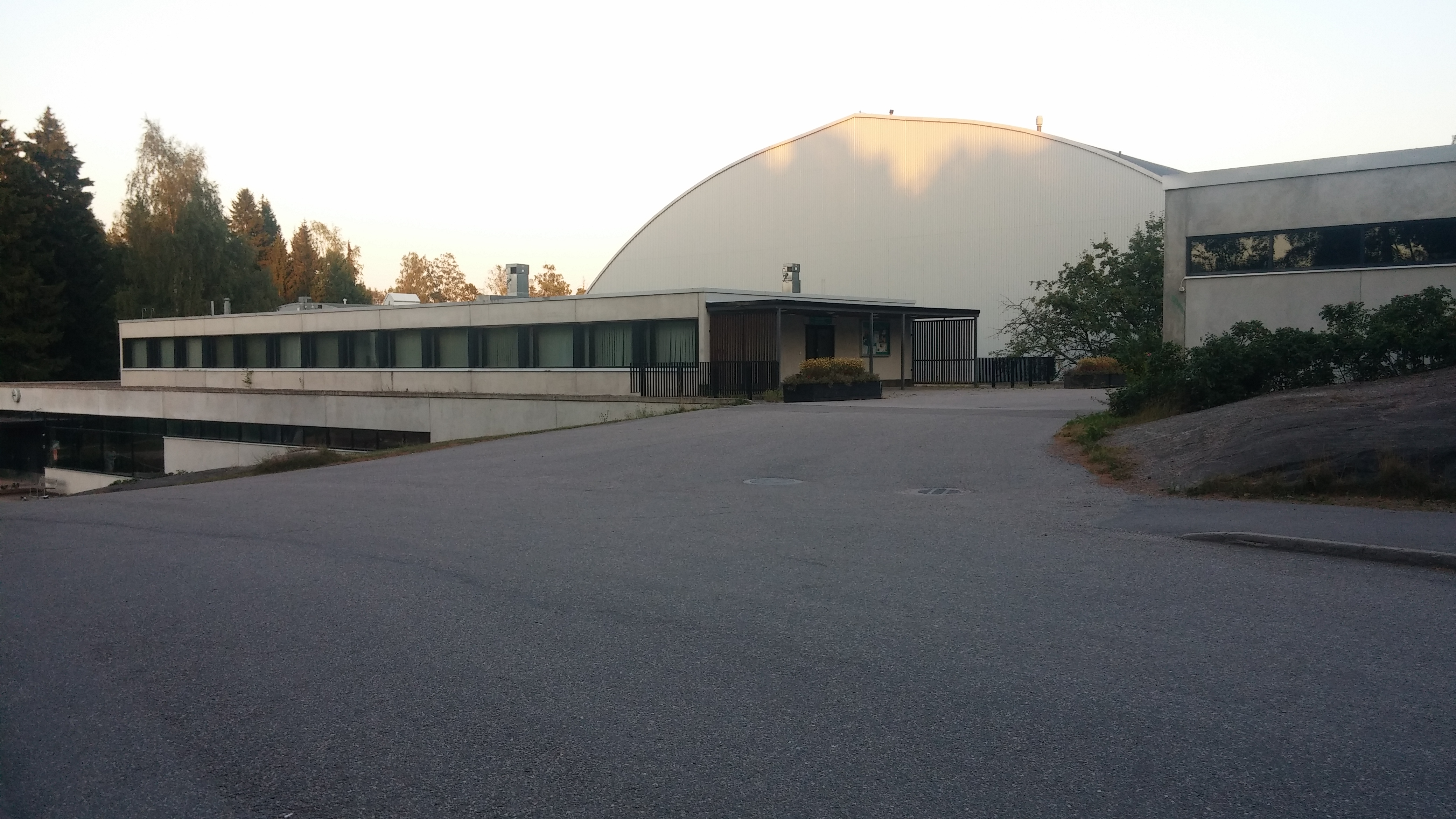
Pirkkolan Jäähalli, eine der Spielstätten des Vereins

Karhu-Kissat wurde 1938 als Helsinkis erster reiner Eishockeyclub von ehemaligen Spielern von HJK Helsinki gegründet. Finanziert wurde der neue Verein von Otto Wuorio, der eine erfolgreiche Baufirma besaß und später Präsident des finnischen Eishockeyverbandes wurde.
Erste Spielstätte des Vereins war eine offene Eisbahn in Kamppi. Ende der 1940er Jahre zog der Verein in den Hesperia-Park, wo ein Pesäpallo-Platz im Winter in ein behelfsmäßiges Eisstadion umgewandelt wurde. In den späten 1950er Jahren folgte der Umzug auf das Geländer der heutigen Helsingin Jäähalli, wo eine neue Kunsteisbahn fertiggestellt worden war. Die eigentliche Helsingin Jäähalli wurde 1966 eröffnet und war über viele Jahre Heimspielstätte von Karhu-Kissat.
Zwischen 1951 und 1957 spielte der Verein ununterbrochen in der höchsten Spielklasse des Landes, der SM-sarja.
1954 erreichte Karhu-Kissat den finnischen Vizemeistertitel und damit den größten Erfolg der Vereinsgeschichte.
Ende der 1960er Jahre wurden in Helsinki Szenen des Films Das Milliarden-Dollar-Gehirn gedreht, dabei spielten Szenen während eines Eishockeyspiels. Als Komparsen und Stuntmen dienten Spieler von Karhu-Kissat und RU-38.
Zu den bekanntesten Spielern des Vereins gehören der Nationaltorhüter Unto Wiitala sowie Lauri Mononen und Seppo Repo. 1974 stieg Karhu-Kissat aus der höchsten in die fünfte Spielklasse ab, damit endete die Ära der Erstklassigkeit für den Verein. 1984 gelang noch einmal der Aufstieg in die zweitklassige I-divisioona, ehe 1995 der Abstieg aus finanziellen Gründen folgte.
2002 wurde die Herrenmannschaft komplett aufgelöst und erst 2010 wiederbelebt. Heute ist der Verein vor allem im Nachwuchsbereich im westlichen Teil Helsinkis aktiv. Über viele Jahre war Jari Korpisalo sportlicher Leiter des Vereins, der heute 13 Nachwuchsmannschaften, eine Eishockeyschule, eine Frauenmannschaft und seit 2015 eine Herrenmannschaft in der fünftklassigen III-divisioona betreibt. Zudem arbeitet der Verein im Nachwuchsbereich mit Jokerit Helsinki zusammen.